# Walker Bay (Południowa Afryka)
Walker Bay – zatoka w Prowincji Przylądkowej Zachodniej, w Południowej Afryce, część Oceanu Atlantyckiego.
Nad zatoką położone jest miasto Hermanus.